# Tóth Ágoston Rafael
Tóth Ágoston Rafael (Marcali, 1812. október 24. – Graz, 1889. június 9.) honvédezredes, hadmérnök, térképész, a Magyar Tudományos Akadémia levelező tagja.

## Élete
Tanulmányait a bécsi hadmérnöki akadémián végezte. 1848 tavaszán a 34. gyalogezred századosa volt. Augusztusban saját kérésére áthelyezték a 10. honvédzászlóaljhoz. Egységével részt vett a délvidéki harcokban. Szeptember végétől őrnagyi rangban a Partiumban alakuló 31. honvédzászlóalj szervezésével bízták meg, majd november végén Bem vezérőrnagy erdélyi hadtestének vezérkarába került. Részt vett Bem Észak-Erdélyt felszabadító hadjáratában. December 23-án, a dési ütközetben egy zászlóalj élén átkelt a jeges Szamoson, és szuronyrohammal eldöntötte az ütközet sorsát. Bem alezredessé és Kolozsvár elfoglalása után a város katonai parancsnokává nevezte ki.  Karl Urban ezredes második, 1849. februári erdélyi betörésekor a kolozsvári helyőrség egy részével Besztercénél útját állta a császári csapatoknak, majd a Medgyesről odaérkező Bemmel együttműködve újra kiszorította őket Bukovonába. Helytállásáért Bem ezredessé léptette elő és kinevezte Beszterce katonai parancsnokává. Jelentős érdemeket szerzett Észak-Erdély katonai védelmének megszervezésében, ezért Czetz János lovasbalesete után egész Erdély katonai parancsnokává nevezték ki. Az erdélyi lengyel légió szervezése kapcsán nézeteltérése támadt Bem tábornokkal, aki június elején felmentette beosztásából. Még e hónap közepén átvette a kátyi ütközetben vereséget szenvedett IV. (bácskai) hadtest parancsnokságát Perczel Mórtól. A hadtestet Josip Jelačić csapatai az Óbecse mellett, június 25-én lezajlott ütközetben a Bánságba szorították, ezért június végén átadta a parancsnokságot Guyon Richárd vezérőrnagynak és Vetter Antal altábornagy vezérkari főnöke lett.  Ott volt a világosi fegyverletételnél. Az aradi haditörvényszék előbb halálra ítélte, amit később tizennyolc év várfogságra változtattak. Olmützben töltött büntetéséből 1856-ban amnesztiával szabadult.
Szabadulása után a Széchenyi-uradalomban gazdatisztként alkalmazták, majd a keszthelyi gazdasági intézet tanára lett. A kiegyezés után a közmunka- és közlekedési minisztérium topográfiai osztályának – a Honvéd Térképészeti Intézet elődjének – megszervezésére és vezetésére kapott megbízást. 1869-ben az újonnan felállított királyi honvédségben ezredesi rangot kapott. Topográfiai tudományos munkásságának elismeréséül a Magyar Tudományos Akadémia 1871-ben levelező tagjául választotta. Minisztériumi munkája mellett több hadtudományi művet írt és a pesti tudományegyetem katonai tanfolyamának előadója volt. A magyar tudománytörténet őt tartja a modern magyar katonai térképészet úttörőjének.

## Munkái
- Az európai nemzetközi fokmérés és a körébe tartozó geodaetai munkálatok. Pest, 1870.
- A Föld-kép készítés jelen állása, a mint az képviselve volt az antwerpeni kiállításon. Pest, 1871.

## Emlékezete

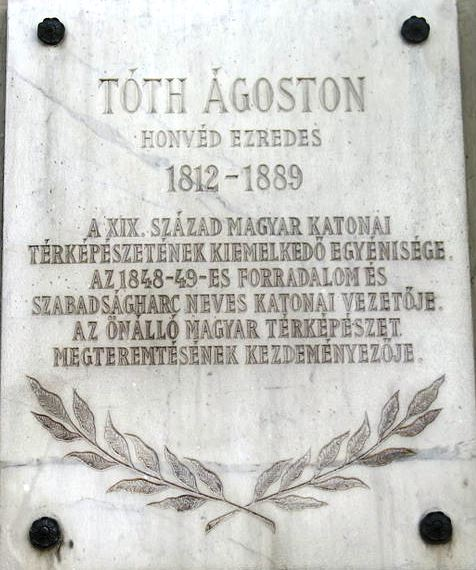
Tóth Ágoston emléktáblája
Budapest, II. kerület,
Szilágyi Erzsébet fasor 7-9.

- A Magyar Honvédség Tóth Ágoston Térképészeti Intézet 1990-ben felvette nevét.[1]
- Albertfalván utcát neveztek el róla.